# AVM (przedsiębiorstwo)
AVM – niemieckie przedsiębiorstwo produkujące elektronikę założone w 1986 w Berlinie.